# Happy Mistakes: Unplugged
Happy Mistakes Unplugged es el primer álbum acústico que lanzó el dúo Heffron Drive. Este álbum contiene los 10 temas del álbum estándar debut de Heffron Drive (con excepción de Interlude), pero en versión acústica.

## Antecedentes
Kendall Schmidt confirmó el día 14 de marzo vía Twitter que el álbum se denominaría Happy Mistakes: Unplugged, y que sería lanzado el día 30 de abril, y que el mismo día será lanzado el vídeo musical de la canción que le da nombre al primer álbum del dúo estadounidense.
Con motivo de promocionar su álbum, y que sus fanes se engancharan al nuevo álbum, Kendall Schmidt, a través de su cuenta en Instagram, lanzó 10 teaser (1 por día) por las 10 canciones que contiene este disco. La mayor de las sorpresas fue la colaboración de Logan Henderson, integrante de Big Time Rush (del cual también forma parte Kendall), que prestó su voz para la canción  Passing Time .
El día 28 de abril (2 días antes del lanzamiento), para celebrar la salida de su álbum en Unplugged, el dúo se presentó en el The Mint de Los Ángeles tocando su nuevo material, junto a Logan, que cantó con Kendall la canción Passing Time.

## Portada del álbum
Días después del anuncio del nuevo álbum, se dio a conocer la portada del nuevo álbum, que es una foto estilo vintage, de una toma de corriente, muy vieja y mal trecha. En la portada, si se mira bien, se puede apreciar la letra de la canción Not Alone, que es parte de su primer álbum.

## Lista de canciones
| Happy Mistakes Unplugged |                                        |                                                       |               |          |  |
| N.º                      | Título                                 | Escritor(es)                                          | Productor(es) | Duración |  |
| 1.                       | «Happy Mistakes»                       | Kendall Schmidt, Dustin Belt                          |               | 3:27     |  |
| 2.                       | «Parallel»                             | Toby Gad , Kendall Schmidt                            | Toby Gad      | 3:20     |  |
| 3.                       | «Division of the Heart»                | Josh Cumbee, Afshin Salmani, Kendall Schmidt          |               | 3:30     |  |
| 4.                       | «Had to Be Panama»                     | Kendall Schmidt, Steve Solomon, Cameron Walker        | Steve Solomon | 2:56     |  |
| 5.                       | «Nicotine»                             | Kendall Schmidt, Dustin Belt                          |               | 3:28     |  |
| 6.                       | «Art of Moving On»                     | Kendall Schmidt, Steve Solomon                        | Steve Solomon | 3:43     |  |
| 7.                       | «Passing Time» (Feat. Logan Henderson) | Josh Cumbee, Afshin Salmani, Kendall Schmidt          |               | 4:13     |  |
| 8.                       | «Could You Be Home»                    | Kendall Schmidt, Denny White                          | Denny White   | 3:57     |  |
| 9.                       | «That's What Makes You Mine»           | Nate Caserta, Nick Hexum, Zack Hexum, Kendall Schmidt |               | 3:12     |  |
| 10.                      | «Everything Has Changed»               | Josh Cumbee, Afshin Salmani, Kendall Schmidt          |               | 3:19     |  |
| Duración: 35:11          |                                        |                                                       |               |          |  |